# 튀르키예의 교통
튀르키예의 교통은 튀르키예의 교통 시스템을 다루는 항목이다.
공화국 수립 이전인 1856년에 시작된 철도건설은 거의 전적으로 외국자본에 의한 것이었으나 철도는 그후 전부 국유화되었다. 국토 전역에 미치는 철도는 물자수송의 주요수단이 되고 있다. 주요간선은 이라크의 바그다드에서 아나톨리아 고원을 횡단하여 이스탄불에 이르는 바그다드 철도이다.수도 앙카라와 지중해, 에게해, 흑해 연안의 모든 도시를 연결하는 철도는 잘 발달해 있으나 폰투스 산맥과 타우루스 산맥이 흑해와 지중해에 연해 있기 때문에 해안지방의 여러 도시를 연결하는 철도망은 발달해 있지 않다. 예부터 해상 교통이 활발했던 이유도 여기에 있다. 튀르키예 최대의 항구 이스탄불은 흑해와 마르마라해 중간에 위치한다는 좋은 지리적 조건 때문에 물자의 거래가 성행한다. 에게 해안의 이즈미르, 지중해안의 이스켄데룬, 흑해안의 삼순과 트라브존도 주요항구이다.근년에는 항공기의 발달로 국내항로가 정비되었는데 이스탄불은 국제항공상의 요지가 되어 있기도 하다.

## 철도
튀르키예 국립 철도(Türkiye Devlet Demir Yolları, TCDD)는 10,984km의 표준궤 선로를 보유하고 있고, 이 중 2,336km는 전선화 돼있다. (Map)
TCDD는 2023년까지 10,000 km의 고속철도 선로를 건설하기 위해 투자하고 있다.

## 같이 보기
- 이스탄불의 교통

## 참조
1. ↑  TCDD Statistics 보관됨 2007-08-11 - 웨이백 머신 - PDF file